# Lucille Starr
Lucille Starr (Saint Boniface, 13 de mayo de 1938 - Las Vegas, 4 de septiembre de 2020) fue una cantante y compositora canadiense conocida principalmente por su sencillo de 1964 "Quand Le Soleil Dit Bonjour Aux Montagnes". Inició su carrera musical en una agrupación local llamada Les Hirondelles y más adelante se lanzó en solitario como cantante de country.
Starr falleció en Las Vegas, Nevada el 4 de septiembre de 2020 a los ochenta y dos años. Su muerte fue anunciada por la artista canadiense Joyce Smith en su cuenta de Facebook.

## Discografía

### Álbumes de estudio
| Año  | Álbum                | Discográfica |
| ---- | -------------------- | ------------ |
| 1964 | The French Song      | A&M          |
| 1967 | Say You Love Me      | A&M          |
| 1968 | In South Africa      | A&M          |
| 1968 | Greatest Hits        | A&M          |
| 1968 | Remember Me          | CBS          |
| 1969 | Lonely Street        | Epic         |
| 1971 | Side by Side         | Harmony      |
| 1981 | The Sun Shines Again | Starr        |
| 1988 | Back to You          | Quality      |
| 1991 | Songs of Love        | Intersound   |
| 1991 | Chansons D'Amour     | Intersound   |
| 1991 | Mississippi          | Koch         |